# Heuglins wever
Heuglins wever (Ploceus heuglini) is een zangvogel uit de familie Ploceidae (wevers en verwanten).
De soort werd voor het eerst beschreven in 1864 door Theodor von Heuglin, tijdens zijn expeditie in Centraal-Afrika, als Textor atrogularis. Anton Reichenow deelde in 1886 de soort in bij het geslacht Ploceus. Maar omdat de naam Ploceus atrogularis eerder gebruikt was door Voigt, stelde Reichenow het nomen novum Ploceus heuglini voor.

## Kenmerken
De vogel is gemiddeld 13 cm lang en weegt 21 tot 28,5 g. Deze vogel lijkt sterk op de dottergele wever (P. vitellinus), bij beide soorten heeft het mannetje in broedkleed een zwart masker en een gele buik en borst en van boven olijfgroen met donkere strepen. Deze soort is echter iets forser; met een kortere staart; de kruin is geel, waarbij het zwart van het masker niet zo ver tot op de kruin reikt. Het vrouwtje en het mannetje buiten de broedtijd zijn grijsgeel op borst en buik met een onopvallende, smalle lichtgele wenkbrauwstreep.

## Verspreiding en leefgebied
Deze soort komt voor van Senegal en Gambia tot zuidwestelijk Soedan, zuidelijk Oeganda en noordwestelijk Kenia.
Het leefgebied bestaat uit droog savannelandschap met bomen en struikgewas, maar ook in agrarisch gebied en rond dorpen. Meestal in laagland, maar in het oosten van het verspreidingsgebied ook in hoogland tot 1800 m boven de zeespiegel.

## Status
De grootte van de wereldpopulatie is niet gekwantificeerd. De soort is plaatselijk algemeen en men veronderstelt dat de soort in aantal stabiel is. Om deze redenen staat Heuglins wever als niet bedreigd op de Rode Lijst van de IUCN.